# Torreho útok
Torreho útok (ECO A46) je šachové zahájení zavřených her, jejž charakterizují tahy
1. d4 Jf6 2. Jf3 e6 3. Sg5
Platí za méně ambiciózní postup než 3. c4. Použití zahájení není časté, občas se ale vyskytuje. Po reakci černého tahem c5 má černý dostatečnou protihru. Zahájení je pojmenované po mexickém velmistru Carlos Torre Repetto. Z hráčů světové špičky ho jednou za čas použije Gata Kamsky.

## Varianta s h6
1. d4 Jf6 2. Jf3 e6 3. Sg5 h6
- 4. Sh4 c5 nebo 4... d6 s nejasnou hrou
- 5. Sxf6 Dxf6 6. e4 d6 má černý sice pasivnější pozici, ale tu mu kompenzuje dvojice střelců a hra je tak v rovnováze

## Varianta s c5
1. d4 Jf6 2. Jf3 e6 3. Sg5 c5! 4. e3
- 4... h6 5. Sh4 cxd4 6. exd4 Se7 nebo 5. Sxf6 Dxf6 s rovnováhou
- 4... Se7
  - 5. dxc5
  - 5. c3 hra je vyrovnaná
- 4... Db6 5. Jbd2 bílý obětovává pěšce, za kterého má kompenzaci